# Ernst August Friedrich Klingemann
Ernst August Friedrich Klingemann, né à Brunswick le 31 août 1777 et mort dans cette ville le 25 janvier 1831, est un écrivain allemand.
Il est parfois suggéré qu'il puisse être l'auteur du roman Nachtwachen (Les Veilles) publié en 1804 sous le pseudonyme de Bonaventura.

## La vie
Jeune garçon, Klingemann développe un intérêt pour le théâtre. Après avoir terminé ses études au Collegium Carolinum à Brunswick, il se rend à Iéna en 1798 pour étudier le droit et la philosophie et assiste à des conférences de Johann Gottlieb Fichte, Friedrich Wilhelm Joseph von Schelling et August Wilhelm Schlegel. Il se lie d'amitié avec Clemens Brentano. Cependant, en 1801, il quitte Iéna et retourna à Brunswick, où il devient rédacteur en chef du Zeitung für die elegante Welt.
En 1810, Klingemann épouse l'actrice Elise Anschuetz. En 1818, il devient le directeur du théâtre de la ville. Sous Klingemann, le théâtre acquiert rapidement une bonne réputation. C’est là que la première représentation de Faust (première partie) de Goethe a lieu, le 19 janvier 1829. La même année, Klingemann accepte un poste de professeur à son ancienne école, le Collegium Carolinum, mais ce n’est qu’un an plus tard qu'il met à nouveau en scène.
En 1831, Ernst August Friedrich Klingemann meurt. Il est enterré au cimetière Saint-Magne et de la cathédrale de Brunswick (de).

## Controverse sur la paternité de Nachtwachen
La paternité de Nachtwachen a longtemps été contestée. Il a notamment été attribué à Clemens Brentano, Friedrich Schlegel, Caroline Schelling et Karl Friedrich Gottlob Wetzel. Jean Paul était d'avis que Friedrich Schelling était l'auteur, ayant remarqué certaines similitudes avec son Gianozzo. Les spécialistes d'aujourd'hui s'accordent toutefois pour dire que Bonaventura est Klingemann. La preuve cruciale est une liste manuscrite de Klingemann trouvée entre autres dans la bibliothèque universitaire d'Amsterdam par Ruth Haag.

## Travaux
Klingemann a écrit de nombreux romans et drames écrits dans l'esprit du romantisme et jouissant d'une grande popularité à cette époque.